# Motorcross der Naties 2014
De 68e Motorcross der Naties werd gereden in september 2014 in het Letse Ķegums.
Van de meer dan dertig deelnemende landen mochten de twintig besten uit de kwalificaties deelnemen aan de finale. Elke ploeg bestond uit drie rijders: één in de MX1-klasse, één in de MX2-klasse, en één in de "Open" klasse, dus met vrije keuze van de motor. De wedstrijd bestond uit drie reeksen waarin telkens twee rijders per land uitkwamen: resp. MX1 en MX2, MX2 en Open, en MX1 en Open. De puntenstand per land was de som van de vijf beste plaatsen die de rijders in de reeksen behaalden; het slechtste resultaat werd geschrapt.
- Voor België bestond de ploeg uit Jeremy Van Horebeek (MX1), Julien Lieber (MX2) en Kevin Strijbos (Open).
- Voor Nederland bestond de ploeg uit Ceriel Klein Kromhof (MX1), Glenn Coldenhoff (MX2) en Marc de Reuver (Open).

## Entry List
|    | Land             | Nr  | Piloot               | Categorie | Motor     |
| -- | ---------------- | --- | -------------------- | --------- | --------- |
| 1  | België           | 1   | Jeremy Van Horebeek  | MXGP      | Yamaha    |
| 1  | België           | 2   | Julien Lieber        | MX2       | KTM       |
| 1  | België           | 3   | Kevin Strijbos       | Open      | Suzuki    |
| 2  | Verenigde Staten | 4   | Ryan Dungey          | MXGP      | KTM       |
| 2  | Verenigde Staten | 5   | Jeremy Martin        | MX2       | Yamaha    |
| 2  | Verenigde Staten | 6   | Eli Tomac            | Open      | Honda     |
| 3  | Italië           | 7   | Davide Guarneri      | MXGP      | TM        |
| 3  | Italië           | 8   | Antonio Cairoli      | MX2       | KTM       |
| 3  | Italië           | 9   | David Philippaerts   | Open      | Yamaha    |
| 4  | Australië        | 10  | Chad Reed            | MXGP      | Kawasaki  |
| 4  | Australië        | 11  | Luke Clout           | MX2       | Yamaha    |
| 4  | Australië        | 12  | Matt Moss            | Open      | Suzuki    |
| 5  | Frankrijk        | 13  | Gautier Paulin       | MXGP      | Kawasaki  |
| 5  | Frankrijk        | 14  | Dylan Ferrandis      | MX2       | Kawasaki  |
| 5  | Frankrijk        | 15  | Steven Frossard      | Open      | Kawasaki  |
| 6  | Groot-Brittannië | 16  | Shaun Simpson        | MXGP      | KTM       |
| 6  | Groot-Brittannië | 17  | Tommy Searle         | MX2       | Kawasaki  |
| 6  | Groot-Brittannië | 18  | Dean Wilson          | Open      | Kawasaki  |
| 7  | Duitsland        | 19  | Maximilian Nagl      | MXGP      | Honda     |
| 7  | Duitsland        | 20  | Henry Jacobi         | MX2       | Suzuki    |
| 7  | Duitsland        | 21  | Dennis Ullrich       | Open      | KTM       |
| 8  | Rusland          | 22  | Aleksandr Tonkov     | MXGP      | Husqvarna |
| 8  | Rusland          | 23  | Vsevolod Brylyakov   | MX2       | Honda     |
| 8  | Rusland          | 24  | Evgeny Mikhaykov     | Open      | Husqvarna |
| 9  | Zwitserland      | 25  | Valentin Guillod     | MXGP      | KTM       |
| 9  | Zwitserland      | 26  | Jeremy Seewer        | MX2       | Suzuki    |
| 9  | Zwitserland      | 27  | Arnaud Tonus         | Open      | Kawasaki  |
| 10 | Estland          | 28  | Gert Krestinov       | MXGP      | Kawasaki  |
| 10 | Estland          | 29  | Harri Kullas         | MX2       | Husqvarna |
| 10 | Estland          | 30  | Tanel Leok           | Open      | TM        |
| 11 | Nederland        | 31  | Ceriel Klein Kromhof | MXGP      | KTM       |
| 11 | Nederland        | 32  | Glenn Coldenhoff     | MX2       | Suzuki    |
| 11 | Nederland        | 33  | Marc de Reuver       | Open      | Honda     |
| 12 | Spanje           | 37  | José Butrón          | MXGP      | KTM       |
| 12 | Spanje           | 38  | Jorge Zaragoza       | MX2       | Kawasaki  |
| 12 | Spanje           | 39  | Ander Valentín       | Open      | Yamaha    |
| 13 | Denemarken       | 40  | Kim Sørensen         | MXGP      | Kawasaki  |
| 13 | Denemarken       | 41  | Thomas Kjær Olsen    | MX2       | Yamaha    |
| 13 | Denemarken       | 42  | Stefan Kjær Olsen    | Open      | Kawasaki  |
| 14 | Tsjechië         | 43  | František Smola      | MXGP      | KTM       |
| 14 | Tsjechië         | 44  | Václav Kovář         | MX2       | KTM       |
| 14 | Tsjechië         | 45  | Martin Michek        | Open      | KTM       |
| 15 | Letland          | 46  | Matiss Karro         | MXGP      | KTM       |
| 15 | Letland          | 47  | Pauls Jonass         | MX2       | KTM       |
| 15 | Letland          | 48  | Roberts Justs        | Open      | Husqvarna |
| 16 | Portugal         | 49  | Rui Gonçalves        | MXGP      | Yamaha    |
| 16 | Portugal         | 50  | Paulo Alberto        | MX2       | Honda     |
| 16 | Portugal         | 51  | Hugo Basaula         | Open      | Kawasaki  |
| 17 | Finland          | 52  | Toni Eriksson        | MXGP      | KTM       |
| 17 | Finland          | 53  | Ludvig Söderberg     | MX2       | Husqvarna |
| 17 | Finland          | 54  | Santtu Tiaïnen       | Open      | Husqvarna |
| 18 | Nieuw-Zeeland    | 58  | Hamish Dobbyn        | MXGP      | KTM       |
| 18 | Nieuw-Zeeland    | 59  | Hamish Harwood       | MX2       | KTM       |
| 18 | Nieuw-Zeeland    | 60  | Scott Columb         | Open      | Yamaha    |
| 19 | Puerto Rico      | 61  | Benjamin LaMay       | MXGP      | Yamaha    |
| 19 | Puerto Rico      | 62  | Alex Martin          | MX2       | Yamaha    |
| 19 | Puerto Rico      | 63  | Ulises Velasco       | Open      | Yamaha    |
| 20 | Ierland          | 64  | Gordon Crockard      | MXGP      | Honda     |
| 20 | Ierland          | 65  | Martin Barr          | MX2       | KTM       |
| 20 | Ierland          | 66  | Stuart Edmonds       | Open      | Suzuki    |
| 21 | Canada           | 67  | Colton Facciotti     | MXGP      | Honda     |
| 21 | Canada           | 68  | Kaven Benoit         | MX2       | KTM       |
| 21 | Canada           | 69  | Tyler Medaglia       | Open      | KTM       |
| 22 | Japan            | 70  | Akira Narita         | MXGP      | Honda     |
| 22 | Japan            | 71  | Takeshi Katsuya      | MX2       | Kawasaki  |
| 22 | Japan            | 72  | Yoshitaka Atsuta     | Open      | Suzuki    |
| 23 | Polen            | 73  | Łukasz Lonka         | MXGP      | Honda     |
| 23 | Polen            | 74  | Tomasz Wysocki       | MX2       | KTM       |
| 23 | Polen            | 75  | Karol Kędzierski     | Open      | Yamaha    |
| 24 | Litouwen         | 76  | Arunas Gelazninkas   | MXGP      | KTM       |
| 24 | Litouwen         | 77  | Arminas Jasikonis    | MX2       | KTM       |
| 24 | Litouwen         | 78  | Nerijus Rukštela     | Open      | KTM       |
| 25 | Slovenië         | 79  | Klemen Gerčar        | MXGP      | Honda     |
| 25 | Slovenië         | 80  | Jernej Irt           | MX2       | KTM       |
| 25 | Slovenië         | 81  | Tim Gajser           | Open      | Honda     |
| 26 | Hongarije        | 82  | Kornél Németh        | MXGP      | KTM       |
| 26 | Hongarije        | 83  | Déczi Balázs         | MX2       | KTM       |
| 26 | Hongarije        | 84  | Erik Hugyecz         | Open      | KTM       |
| 27 | Oekraïne         | 85  | Andriy Krichfalushiy | MXGP      | Yamaha    |
| 27 | Oekraïne         | 86  | Volodymyr Tarasov    | MX2       | KTM       |
| 27 | Oekraïne         | 87  | Volodymyr Voloshyn   | Open      | Kawasaki  |
| 28 | Zweden           | 88  | Filip Bengtsson      | MXGP      | Honda     |
| 28 | Zweden           | 89  | Ken Bengtsson        | MX2       | KTM       |
| 28 | Zweden           | 90  | Fredrik Norén        | Open      | Honda     |
| 29 | Brazilië         | 91  | Roosevelt Assunção   | MXGP      | Yamaha    |
| 29 | Brazilië         | 92  | Rodrigo Selhorst     | MX2       | Yamaha    |
| 29 | Brazilië         | 93  | Thales Vilardi       | Open      | Yamaha    |
| 30 | Kroatië          | 100 | Hrvoje Karas         | MXGP      | Yamaha    |
| 30 | Kroatië          | 101 | Luka Crnković        | MX2       | KTM       |
| 30 | Kroatië          | 102 | Marko Leljak         | Open      | KTM       |
| 31 | Slowakije        | 103 | Štefan Svitko        | MXGP      | KTM       |
| 31 | Slowakije        | 104 | Tomáš Šimko          | MX2       | KTM       |
| 31 | Slowakije        | 105 | Jakub Hruška         | Open      | Suzuki    |
| 32 | Griekenland      | 106 | Dimitrios Kontoletas | MXGP      | Yamaha    |
| 32 | Griekenland      | 107 | Ioannis Touratzidis  | MX2       | Yamaha    |
| 32 | Griekenland      | 108 | Panagiotis Kouzis    | Open      | Honda     |
| 33 | Luxemburg        | 112 | Stefan Frank         | MXGP      | Honda     |
| 33 | Luxemburg        | 113 | Yves Frank           | MX2       | Honda     |
| 33 | Luxemburg        | 114 | Björn Frank          | Open      | Honda     |
| 34 | Israël           | 118 | Ido Karmon           | MXGP      | Suzuki    |
| 34 | Israël           | 119 | Oren Hasson          | MX2       | Yamaha    |
| 34 | Israël           | 120 | Ayob Shogan          | Open      | Honda     |

## Uitslag Kwalificaties

### Kwalificatiereeks MXGP
| 1   | Gautier Paulin       | Frankrijk        |
| 2   | Jeremy Van Horebeek  | België           |
| 3   | Ryan Dungey          | Verenigde Staten |
| 4   | Maximilian Nagl      | Duitsland        |
| 5   | Shaun Simpson        | Groot-Brittannië |
| 6   | Rui Gonçalves        | Portugal         |
| 7   | Aleksandr Tonkov     | Rusland          |
| 8   | Matiss Karro         | Letland          |
| 9   | Filip Bengtsson      | Zweden           |
| 10  | Davide Guarneri      | Italië           |
| ... | ...                  | ...              |
| 15  | Ceriel Klein Kromhof | Nederland        |

### Kwalificatiereeks MX2
| 1   | Antonio Cairoli   | Italië           |
| 2   | Glenn Coldenhoff  | Nederland        |
| 3   | Jeremy Seewer     | Zwitserland      |
| 4   | Dylan Ferrandis   | Frankrijk        |
| 5   | Tommy Searle      | Groot-Brittannië |
| 6   | Harri Kullas      | Estland          |
| 7   | Alex Martin       | Puerto Rico      |
| 8   | Thomas Kjær Olsen | Denemarken       |
| 9   | Martin Barr       | Ierland          |
| 10  | Kaven Benoit      | Canada           |
| ... | ...               | ...              |
| 34  | Julien Lieber     | België           |

### Kwalificatiereeks Open
| 1  | Kevin Strijbos     | België           |
| 2  | Dean Wilson        | Groot-Brittannië |
| 3  | Tim Gajser         | Slovenië         |
| 4  | Tanel Leok         | Estland          |
| 5  | Steven Frossard    | Frankrijk        |
| 6  | Dennis Ullrich     | Duitsland        |
| 7  | Marc de Reuver     | Nederland        |
| 8  | Eli Tomac          | Verenigde Staten |
| 9  | David Philippaerts | Italië           |
| 10 | Arnaud Tonus       | Zwitserland      |

## Uitslag Reeksen

### Eerste Reeks (MXGP + MX2)
| 1   | Gautier Paulin       | Frankrijk        |
| 2   | Ryan Dungey          | Verenigde Staten |
| 3   | Maximilian Nagl      | Duitsland        |
| 4   | Jeremy Van Horebeek  | België           |
| 5   | Aleksandr Tonkov     | Rusland          |
| 6   | Filip Bengtsson      | Zweden           |
| 7   | Glenn Coldenhoff     | Nederland        |
| 8   | Tommy Searle         | Groot-Brittannië |
| 9   | Dylan Ferrandis      | Frankrijk        |
| 10  | Davide Guarneri      | Italië           |
| ... | ...                  | ...              |
| 15  | Julien Lieber        | België           |
| ... | ...                  | ...              |
| 39  | Ceriel Klein Kromhof | Nederland        |

### Tweede reeks (MX2 + Open)
| 1  | Kevin Strijbos   | België           |
| 2  | Steven Frossard  | Frankrijk        |
| 3  | Dean Wilson      | Groot-Brittannië |
| 4  | Tommy Searle     | Groot-Brittannië |
| 5  | Fredrik Norén    | Zweden           |
| 6  | Eli Tomac        | Verenigde Staten |
| 7  | Tanel Leok       | Estland          |
| 8  | Glenn Coldenhoff | Nederland        |
| 9  | Dylan Ferrandis  | Frankrijk        |
| 10 | Marc de Reuver   | Nederland        |
| 11 | Julien Lieber    | België           |

### Derde Reeks  (MXGP + Open)
| 1   | Gautier Paulin       | Frankrijk        |
| 2   | Jeremy Van Horebeek  | België           |
| 3   | Eli Tomac            | Verenigde Staten |
| 4   | Steven Frossard      | Frankrijk        |
| 5   | Dean Wilson          | Groot-Brittannië |
| 6   | Aleksandr Tonkov     | Rusland          |
| 7   | Tanel Leok           | Estland          |
| 8   | Arnaud Tonus         | Zwitserland      |
| 9   | Kevin Strijbos       | België           |
| 10  | Rui Gonçalves        | Portugal         |
| ... | ...                  | ...              |
| 20  | Ceriel Klein Kromhof | Nederland        |
| ... | ...                  | ...              |
| 35  | Marc de Reuver       | Nederland        |

### Eindstand
| 1  | Frankrijk        | 17 (1+1+2+4+9)      |
| 2  | België           | 27 (1+2+4+9+11)     |
| 3  | Verenigde Staten | 33 (2+3+6+11+11)    |
| 4  | Groot-Brittannië | 33 (3+4+5+8+13)     |
| 5  | Duitsland        | 72 (3+12+14+15+28)  |
| 6  | Italië           | 73 (10+12+14+18+19) |
| 7  | Zwitserland      | 74 (8+16+16+17+17)  |
| 8  | Rusland          | 75 (5+6+18+21+25)   |
| 9  | Estland          | 77 (7+7+19+20+24)   |
| 10 | Nederland        | 80 (7+8+10+20+35)   |